# 17 Armia Powietrzna

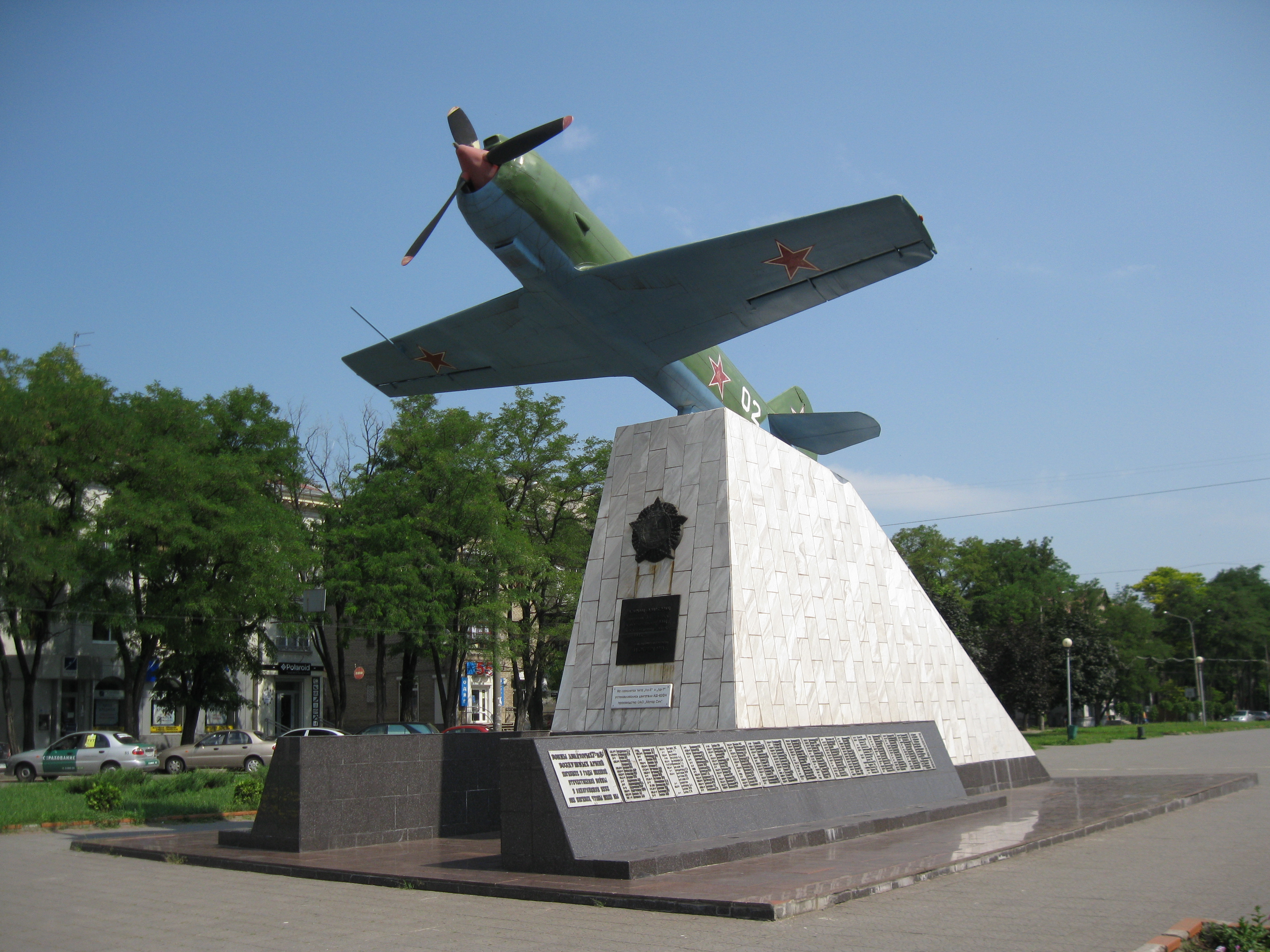
Pomnik lotników 17 Armii Lotniczej w Zaporożu

17 Armia Powietrzna (ros. 17-я воздушная армия) – jedna z armii Związku Radzieckiego.

## Historia
17 Armię Powietrzną utworzono w 1942 roku. W czasie walk na froncie wschodnim wchodziła w skład Frontu Południowo-Zachodniego.
Uczestniczyła w bitwie na łuku kurskim. W tym czasie dowództwo armii tworzyli oficerowie: dowódca Władimir Sudiec, zastępca dowódcy do spraw politycznych W. Tołmaczew, szef sztabu N. Korsakow oraz szef zarządu politycznego W. Tocziłow. Od 20 października 1943 roku uczestniczyła w działaniach bojowych prowadzonych przez 3 Front Ukraiński utworzony z Frontu Południowo-Zachodniego.

## Dowódcy armii
- gen. mjr Stiepan Krasowski
- gen. por. Władimir Sudiec[3]
- gen. mjr Anatolij Basow